# Jean-François Bachelot
Jean-François Bachelot (Perpignan, Francuska, 11. lipnja 1977.) je bivši francuski tenisač. Na ATP Touru se natjecao od 1996. do 2007. godine. U tom razdoblju najveće je uspjehe ostvarivao na challengerima dok je krajem siječnja 2005. zajedno sa sunarodnjakom Arnaudom Clémentom igrao finale milanskog Indoorsa u igri parova

## ATP finala

### Parovi (0:1)
| Ishod | Datum              | Turnir          | Podloga         | Partner        | ProtivniCI                           | Rezultat      |
| ----- | ------------------ | --------------- | --------------- | -------------- | ------------------------------------ | ------------- |
| Poraz | 31. siječnja 2005. | Milano, Italija | tepih (dvorana) | Arnaud Clément | Daniele Bracciali Giorgio Galimberti | 7–6, 6–7, 4–6 |

## Vanjske poveznice
- Profil tenisača na ATP World Tour.com